# Achterste Beersdonk
De Achterste Beersdonk was sinds 1968 een gehucht in de gemeente Helmond in de provincie Noord-Brabant. Daarvoor maakte de Achterste Beersdonk deel uit van de gemeente Deurne en voor 1926 van de gemeente Vlierden. Parochieel behoorde de Achterste Beersdonk sinds de jaren 1930 onder Brouwhuis, daarvóór onder Vlierden. De twee belangrijkste wegen van de Achterste Beersdonk waren de Heibergweg en Heitveldweg. Beide straatnamen, alhoewel recent, wijzen op de ligging te midden van voormalige heidevelden.
De Achterste Beersdonk was een onderdeel van het grotere gehucht Beersdonk, dat zich als een lint over een langgerekte dekzandrug langs de Astense Aa uitstrekte. Op die dekzandrug zijn sporen gevonden van bewoning in het Paleolithicum. De oudste sporen in de archieven dateren uit de Late Middeleeuwen; in 1340 moet er een bonis Ter Beersdonc hebben gelegen. Dit bonis, in het Nederlands (land)goed, bestond uit één of meerdere boerderijgebouwen, het akkerland op de dekzandrug, de graslanden in het beekdal en de heidevelden ten noorden van het gehucht. Het gehucht groeide uit en er moet een opdeling zijn ontstaan tussen Voorste en Achterste Beersdonk, al worden die nog niet met name genoemd. In de zeventiende eeuw duikt in de archiefbronnen een opsplitsing op van de Achterste Beersdonk: de Grote Beersdonk en Kleine Beersdonk. Terwijl de Kleine Beersdonk altijd particulier eigendom bleef, kwam de Grote Beersdonk in 1844 in handen van de Maatschappij van Welstand. Na een brand in 1853 werden de twee oude boerderijen afgebroken en werden twee nieuwe gebouwd. In 1881 verkocht de Maatschappij de boerderijen aan twee particulieren, Johannes Maas en Karel Manders. Hun nazaten bleven de boerderijen meer dan een eeuw bewonen. In 2000 vertrok de kleinzoon van Manders van zijn boerderij en in 2001 volgde de achterkleinzoon van Johannes Maas. In 2001 werden beide boerderijen van de Grote Beersdonk gesloopt ten behoeve van de aanleg van een bedrijventerrein. De rest van het gehucht volgde spoedig, en een van de boerderijen van de Kleine Beersdonk werd in 2006 door de eigenaar grotendeels afgebroken. Slechts één boerderij, uit het eerste decennium van de twintigste eeuw, resteert nu nog op de Achterste Beersdonk.